# オートルート A7 (モロッコ)
オートルート A7（Autoroute A7、高速道路7号線）は、モロッコのフニデクかメディック (モロッコ)を経由しテトゥアンに至る、総延長28キロメートルのモロッコ一短い高速道路である。ルートは地中海に沿っており、2007年7月28日にメディック - フニデック間が開通し、2008年7月21日にテトゥアンまでの全線が開通した。別称はオートルート・テトゥアン = フニデック。

## 経路
A7号線は全線4車線である。
| IC/JCT | 施設名                                   | 接続路線名 | 起点からの距離(Km) |
|        | マリーナ・スミール مـريـنــا سميــر Smir |            | 10.063             |
|        | メディック المضيــق M'diq                |            | 16.183             |
|        | カボ・ネグロ رأس أسود Cabo Negro         |            | 22.000             |
|        | テトゥアン تــطـــوان Tétouan            | N16        | 27.383             |